# Intamin

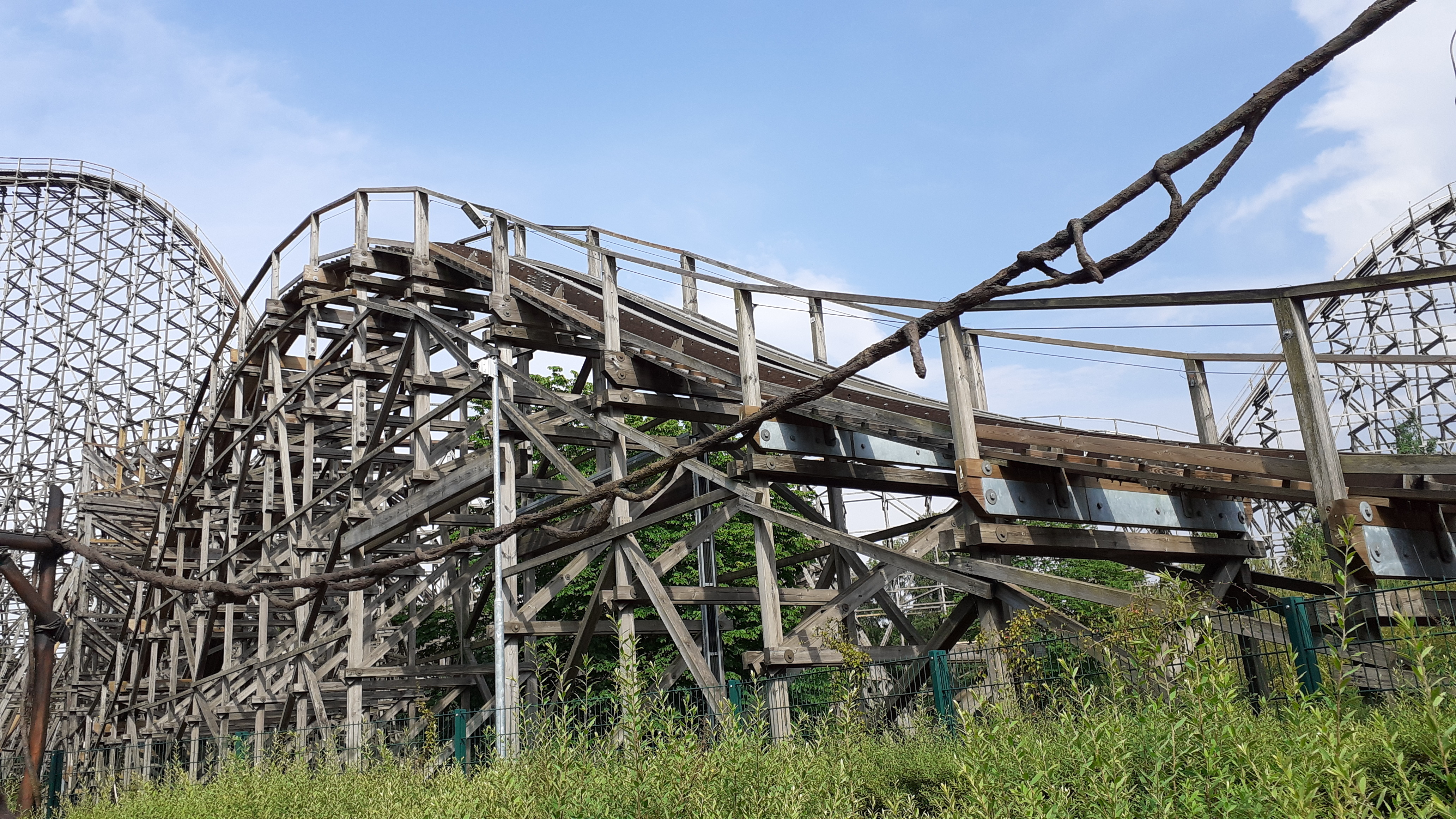
Holzachterbahn Colossos von Intamin

Intamin ist eine schweizerisch-liechtensteinische Unternehmensgruppe im Bereich der Entwicklung und Produktion von Freizeitanlagen und Transportsystemen.
Intamin besteht u. a. aus der Intamin AG mit Sitz in Wollerau sowie aus der Intamin Amusement Rides International Corporation Establishment, der Intamin Parts & Services Establishment und der Intamin Transportation Limited jeweils mit Sitz in Schaan.
Intamin Amusement Rides ist insbesondere auf die Herstellung von Achterbahnen und Freifalltürmen spezialisiert und produziert eine Vielzahl verschiedener Freizeit-Attraktionen. Weltweit hat die Firma bisher mehr als 170 Achterbahnen hergestellt.
Der Name Intamin setzt sich aus den Wörtern International Amusement Installations zusammen.

## Geschichte
Die Intamin AG wurde 1967 von den Brüdern Robert und Reinhold Spieldiener sowie Alfons Saiko gegründet. Das Unternehmen befindet sich seit Übernahme der Geschäfte durch Reinholds Sohn Patrick weiterhin in Familienbesitz. In den ersten Jahren arbeitete Intamin grösstenteils mit Schweizer Herstellern von Skiliften und Seilbahnen zusammen, um Erfahrungen im Bereich der Sicherheitstechnik sammeln zu können. Während sich Intamin zu Anfang auf Transportsysteme spezialisierte, kam 1969 der erste Grossauftrag für eine Freizeitparkanlage mit dem Bau der Aussichtsplattform Oil Derricks im Freizeitpark Six Flags Over Texas.
Die erste Achterbahn, Wilderness Run im Freizeitpark Cedar Point, wurde 1979 erbaut und war zugleich Anlass für eine Intamin-Niederlassung in den USA. Das Engagement in den USA wurde vor allem durch die Übernahme von Patenten und Rechten an der in Konkurs gegangenen deutschen Schwarzkopf GmbH gestärkt. Der Grossteil der Achterbahnen Intamins entstand seitdem meist in enger Zusammenarbeit mit dem deutschen Achterbahnkonstrukteur Werner Stengel.

## Rekordattraktionen
Bekannt wurde Intamin insbesondere durch Rekordkonstruktionen. Dazu zählte die höchste und bis November 2010 schnellste Achterbahn der Welt, Kingda Ka, ebenso wie die zurzeit schnellste Achterbahn der Welt, Formula Rossa, ausserdem die Achterbahn Colossus mit insgesamt zehn Inversionen. Die längste Achterbahn Intamins ist Millennium Force mit einer Länge von 2010 Metern.
In Deutschland entstanden unter anderem die Holzachterbahn Colossos und der Accelerator Coaster Desert Race im Heide-Park Soltau sowie die Stahlachterbahn Expedition GeForce im Plopsaland Deutschland in Haßloch. Ausserdem steht seit April 2014 im Phantasialand Brühl mit Chiapas die weltweit steilste Wildwasserbahn.
Hinzu kam 2016 der Launched Coaster Taron (Phantasialand), welcher der längste seiner Art, schnellste und am schnellsten beschleunigende LSM Multi Launch Coaster der Welt wurde.

## Achterbahnmodelle

### Aqua Trax
| Name               | Modell    | Park        | Land     | Öffnungsjahr |
| ------------------ | --------- | ----------- | -------- | ------------ |
| Atlantis Adventure | Aqua Trax | Lotte World | Südkorea | 2003         |

### Accelerator Coaster (Hydraulic Launch)
| Name                    | Modell              | Park                            | Land                         | Öffnungsjahr            | Schließungsjahr |
| ----------------------- | ------------------- | ------------------------------- | ---------------------------- | ----------------------- | --------------- |
| Xcelerator              | Accelerator Coaster | Knott’s Berry Farm              | Vereinigte Staaten           | 2002                    |                 |
| Top Thrill Dragster     | Strata Coaster      | Cedar Point                     | Vereinigte Staaten           | 2003                    | 2021            |
| Storm Runner            | Accelerator Coaster | Hersheypark                     | Vereinigte Staaten           | 2004                    |                 |
| Matugani Kanonen        | Accelerator Coaster | Lost Island Theme Park Liseberg | Vereinigte Staaten Schweden  | 2023 2005               | 2016            |
| Kingda Ka               | Strata Coaster      | Six Flags Great Adventure       | Vereinigte Staaten           | 2005                    | 2024            |
| Rita                    | Accelerator Coaster | Alton Towers                    | Vereinigtes Königreich       | 2005                    |                 |
| Skycar                  | Accelerator Coaster | Mysterious Island               | Volksrepublik China          | 2005                    |                 |
| Superman Escape         | Accelerator Coaster | Warner Bros. Movie World        | Australien                   | 2005                    |                 |
| Speed Monster           | Accelerator Coaster | TusenFryd                       | Norwegen                     | 2006                    |                 |
| Stealth                 | Accelerator Coaster | Thorpe Park                     | Vereinigtes Königreich       | 2006                    |                 |
| unbekannter Name Zaturn | Accelerator Coaster | Golden City Space World         | Russland Japan               | 2018 (eingelagert) 2006 | 2017            |
| Desert Race             | Accelerator Coaster | Heide-Park                      | Deutschland                  | 2007                    |                 |
| Furius Baco             | Wing Rider          | PortAventura                    | Spanien                      | 2007                    |                 |
| Senzafiato              | Accelerator Coaster | Miragica                        | Italien                      | 2009                    | 2019            |
| Formula Rossa           | Accelerator Coaster | Ferrari World                   | Vereinigte Arabische Emirate | 2010                    |                 |

### Double Roller Coaster
| Name        | Modell                | Park                | Land        | Öffnungsjahr   |
| ----------- | --------------------- | ------------------- | ----------- | -------------- |
| Vertigorama | Double Roller Coaster | Parque de la Ciudad | Argentinien | (nie eröffnet) |

### Dunkelachterbahn
| Name                                       | Modell                   | Park                      | Land               | Öffnungsjahr |
| ------------------------------------------ | ------------------------ | ------------------------- | ------------------ | ------------ |
| Galaxy Express 999                         | Dunkelachterbahn         | Aqua Park                 | Japan              | 2005–2014    |
| Harry Potter and the Escape from Gringotts | Dunkelachterbahn         | Universal Studios Florida | Vereinigte Staaten | 2014         |
| Inferno                                    | Multidimensional Coaster | Cinecittà World           | Italien            | 2014         |
| Movie Park Studios                         | Multidimensional Coaster | Movie Park Germany        | Deutschland        | 2021         |
| Uncharted                                  | Multidimensional Coaster | PortAventura Park         | Spanien            | 2023         |

### Exa Coaster
| Name            | Model       | Park              | Land          | Öffnungsjahr  |
| --------------- | ----------- | ----------------- | ------------- | ------------- |
| Falcon’s Flight | Exa Coaster | Six Flags Qiddiya | Saudi-Arabien | 2025 (im Bau) |

### LSM/LIM Launch Coaster
| Name                                           | Modell                         | Park                                   | Land                         | Öffnungsjahr   |
| ---------------------------------------------- | ------------------------------ | -------------------------------------- | ---------------------------- | -------------- |
| Superman: Escape from Krypton                  | LSM Reverse Freefall Coaster   | Six Flags Magic Mountain               | Vereinigte Staaten           | 1997           |
| Tower of Terror II                             | LSM Reverse Freefall Coaster   | Dreamworld                             | Australien                   | 1997–2019      |
| Volcano, The Blast Coaster                     | LIM Suspended Catapult Coaster | Kings Dominion                         | Vereinigte Staaten           | 1998–2018      |
| Linear Gale                                    | LIM Impulse Coaster            | Tokyo Dome City                        | Japan                        | 1998–2010      |
| The Flash: Vertical Velocity                   | LIM Twisted Impulse Coaster    | Six Flags Discovery Kingdom            | Vereinigte Staaten           | 2001           |
| Vertical Velocity                              | LIM Twisted Impulse Coaster    | Six Flags Great America                | Vereinigte Staaten           | 2001           |
| Legendary Twin Dragon                          | LIM Twisted Impulse Coaster    | Chongqing Sunac Land                   | Volksrepublik China          | 2021           |
| Screaming Condor                               | LIM Twisted Impulse Coaster    | Leofoo Village Theme Park              | Taiwan                       | 2001           |
| Wicked Twister                                 | LIM Twisted Impulse Coaster    | Cedar Point                            | Vereinigte Staaten           | 2002           |
| Steel Venom                                    | LIM Twisted Impulse Coaster    | Valleyfair!                            | Vereinigte Staaten           | 2003           |
| Maverick                                       | LSM Blitz Coaster              | Cedar Point                            | Vereinigte Staaten           | 2007           |
| Possessed Steel Venom                          | LIM Twisted Impulse Coaster    | Dorney Park Geauga Lake                | Vereinigte Staaten           | 2008 2000–2006 |
| iSpeed                                         | LSM Launch Coaster / iSpeed    | Mirabilandia                           | Italien                      | 2009           |
| Cheetah Hunt                                   | LSM Blitz Coaster              | Busch Gardens Tampa                    | Vereinigte Staaten           | 2011           |
| Nefeskesen                                     | LSM Launch Coaster             | Vialand                                | Türkei                       | 2014           |
| Taron                                          | LSM Launch Coaster             | Phantasialand                          | Deutschland                  | 2016           |
| All Speeds                                     | LSM Launch Coaster             | Sunac Land Chengdu                     | Volksrepublik China          | 2021           |
| Red Force                                      | LSM Strata Coaster             | Ferrari Land Port Aventura             | Spanien                      | 2017           |
| Turbo Track                                    | LSM Launch Coaster             | Ferrari World Abu Dhabi                | Vereinigte Arabische Emirate | 2017           |
| Steel Dolphin                                  | LSM Launch Coaster             | Shanghai Haichang Ocean Park           | Volksrepublik China          | 2018           |
| Hagridʼs Magical Creatures Motorbike Adventure | LSM Launch Coaster             | Universal Studios Islands of Adventure | Vereinigte Staaten           | 2019           |
| Dueling Dragons                                | LSM Launch Coaster             | Guangzhou Sunac Land                   | Volksrepublik China          | 2019           |
| Taiga                                          | LSM Launch Coaster             | Linnanmäki                             | Finnland                     | 2019           |
| Sandy’s Blasting Bronco                        | LSM Launch Coaster             | Nickelodeon Universe Theme Park        | Vereinigte Staaten           | 2020           |
| All Speeds (fast Taron Klohn)                  | LSM Launch Coaster             | Chengdu Wanda City                     | Volksrepublik China          | 2020           |
| Light Of Revenge (fastCheetah Hunt Klohn)      | LSM Launch Coaster             | Happy Valley                           | Volksrepublik China          | 2021           |
| VelociCoaster                                  | LSM Launch Coaster             | Universal Studios Islands of Adventure | Vereinigte Staaten           | 2021           |
| Pantheon                                       | LSM Launch Coaster             | Busch Gardens Williamsburg             | Vereinigte Staaten           | 2022           |
| Toutatis                                       | LSM Launch Coaster             | Parc Astérix                           | Frankreich                   | 2023           |
| Red Fire                                       | LSM Launch Coaster / iSpeed    | Korsan Adasi                           | Türkei                       | 2015           |
| Soaring with Dragon                            | LSM Launch Coaster             | Hefei Sunac Land                       | Volksrepublik China          | 2016           |
| Shred The Sewers                               | LSM Launch Coaster             | Dream Island                           | Russland                     | 2020           |
| Storm Coaster                                  | LSM Launch Coaster             | Dubai Hills Mall                       | Vereinigte Arabische Emirate | 2022           |
| Batman Gotham City Escape                      | LSM Launch Coaster             | Parque Warner Madrid                   | Spanien                      | 2023           |
| Manta                                          | LSM Launch Coaster             | SeaWorld Yas Island                    | Vereinigte Arabische Emirate | 2023           |
| Spitfire                                       | LSM Launch Coaster             | Six Flags Qiddiya City                 | Saudi-Arabien                | 2025 (im Bau)  |

### Family Launch Coaster
| Name                                              | Modell                | Park                       | Land                   | Öffnungsjahr  |
| ------------------------------------------------- | --------------------- | -------------------------- | ---------------------- | ------------- |
| Canavar Dalga                                     | Family Launch Coaster | Wonderland Eurasia         | Türkei                 | 2019          |
| Gold Rush                                         | Family Launch Coaster | Drayton Manor              | Vereinigtes Königreich | 2024          |
| Kereta Misteri                                    | Family Launch Coaster | Dunia Fantasia             | Indonesien             | 2019          |
| Jet Rescue                                        | Family Launch Coaster | Sea World                  | Australien             | 2008          |
| Juvelen                                           | Family Launch Coaster | Djurs Sommerland           | Dänemark               | 2013          |
| Mick Doohan’s Motocoaster Motocoaster (2007–2021) | Family Launch Coaster | Dreamworld                 | Australien             | 2007          |
| Namazu                                            | Family Launch Coaster | Vulcania                   | Frankreich             | 2021          |
| Paradise Fall                                     | Family Launch Coaster | Sun World Danang Wonders   | Vietnam                | 2017          |
| Wave Breaker: The Rescue Coaster                  | Family Launch Coaster | SeaWorld San Antonio       | Vereinigte Staaten     | 2017          |
| Yukon Quad                                        | Tire Propelled Launch | Le Pal                     | Frankreich             | 2018          |
| Zokkon                                            | Family Launch Coaster | Fuji-Q Highland            | Japan                  | 2023          |
| DarKoaster                                        | Family Launch Coaster | Busch Gardens Williamsburg | Vereinigte Staaten     | 2023          |
| Arctic Rescue                                     | Family Launch Coaster | SeaWorld San Diego         | Vereinigte Staaten     | 2023          |
| Quantum Accelerator                               | Family Launch Coaster | Six Flags New England      | Vereinigte Staaten     | 2025 (im Bau) |

### Family Coaster
| Name                             | Modell                     | Park                                             | Land                | Öffnungsjahr           |
| -------------------------------- | -------------------------- | ------------------------------------------------ | ------------------- | ---------------------- |
| Wilderness Run                   | Sitzend                    | Cedar Point                                      | Vereinigte Staaten  | 1979                   |
| Montaña Rusa Infantil            | Sitzend                    | Parque de la Ciudad                              | Argentinien         | 1982 a. B.             |
| Super Montaña Rusa Infantil      | Sitzend                    | Parque de la Ciudad                              | Argentinien         | 1983 a. B.             |
| Woodstock’s Express Scooby Doo   | Sitzend                    | California’s Great America Splashtown Water Park | Vereinigte Staaten  | 1987                   |
| Dragon                           | Sitzend Indoor             | La Ronde                                         | Kanada              | 1994                   |
| Future World Experience          | Sitzend Indoor             | Mega Web                                         | Japan               | 2002–2003              |
| Unbekannt Lightning Bolt         | Sitzend Indoor             | Granite Park MGM Grand Adventures                | Vereinigte Staaten  | nie eröffnet 1993–2000 |
| Montanha Russa do Astronauta     | Sitzend Indoor             | Parque da Mônica                                 | Brasilien           | 1997                   |
| Skull Mountain                   | Sitzend Indoor             | Six Flags Great Adventure                        | Vereinigte Staaten  | 1996                   |
| Family Coaster Viper (1995–2014) | Sitzend Indoor             | Play Village                                     | Südkorea            | 1995                   |
| Family Coaster                   | Ulven                      | Korsan Adasi                                     | Türkei              | 2015                   |
| Unbekannt                        | Sitzend Indoor             | Al-Rawdah Sharaco Amusement Park                 | Saudi-Arabien       | 1988–2002              |
| Maceraperest                     | Maceraperest               | İsfanbul                                         | Türkei              | 2013                   |
| Th13teen                         | Multidimensional Coaster   | Alton Towers                                     | England             | 2010                   |
| Darkmare                         | Family Drop Coaster Indoor | Cinecittà World                                  | Italien             | 2014                   |
| Unbekannt                        | Sitzend                    | Kuwait Entertainment City                        | Kuwait              | 1984–1990              |
| Mine Train Ulven                 | Ulven                      | Bakken                                           | Dänemark            | 1997                   |
| Mine Train Coaster               | Ulven                      | Happy Valley                                     | Volksrepublik China | 2009                   |

### Giga Coaster
| Name                                                          | Modell       | Park           | Land               | Öffnungsjahr |
| ------------------------------------------------------------- | ------------ | -------------- | ------------------ | ------------ |
| Millennium Force                                              | Giga Coaster | Cedar Point    | Vereinigte Staaten | 2000         |
| Pantherian Project 305 (2024) Intimidator 305 (2010 bis 2023) | Giga Coaster | Kings Dominion | Vereinigte Staaten | 2010         |

### Half Pipe Coaster
| Name                         | Modell            | Park                                            | Land                | Öffnungsjahr   |
| ---------------------------- | ----------------- | ----------------------------------------------- | ------------------- | -------------- |
| Half Pipe                    | Half Pipe Coaster | Elitch Gardens                                  | Vereinigte Staaten  | 2004           |
| Half Pipe                    | Half Pipe Coaster | Särkänniemi                                     | Finnland            | 2003–2019      |
| Half Pipe                    | Half Pipe Coaster | Kings Dominion                                  | Vereinigte Staaten  | 2004           |
| Half Pipe                    | Half Pipe Coaster | Don Quijote                                     | Japan               | bis Ende 2005  |
| Half Pipe                    | Half Pipe Coaster | Chimelong Paradise                              | Volksrepublik China | 2006           |
| Flash: Speed Force Surfrider | Half Pipe Coaster | Warner Bros. Movie World Wet'n'Wild Water World | Australien          | 2024 2007–2020 |
| Surfrider                    | Half Pipe Coaster | Atallah Happy Land Park                         | Saudi-Arabien       | 2012           |
| Avatar Airbender             | Half Pipe Coaster | Nickelodeon Universe                            | Vereinigte Staaten  | 2008           |
| RC Racer                     | RC Racer          | Walt Disney Studios Park                        | Frankreich          | 2010           |
| RC                           | RC Racer          | Hong Kong Disneyland                            | Volksrepublik China | 2011           |
| U-shaped Roller Coaster      | Fly Rider         | Victory Kingdom                                 | Volksrepublik China | 2013–2014      |
| Timmy’s Half Pipe Havoc      | Surfrider         | Nickelodeon Universe Theme Park                 | Vereinigte Staaten  | 2019           |
| Rex’s Racer                  | RC Racer          | Shanghai Disneyland                             | Volksrepublik China | 2018           |
| Ipanema Skate Ride           | Surfrider         | VinWonders                                      | Vietnam             | 2020           |

### Hot Racer
| Name       | Modell    | Park               | Land       | Öffnungsjahr |
| ---------- | --------- | ------------------ | ---------- | ------------ |
| Big Dipper | Hot Racer | Luna Park          | Australien | 2021         |
| Mahuka     | Hot Racer | Walibi Rhône-Alpes | Frankreich | 2024         |

### Inversion Coaster
| Name                                            | Modell                         | Park                               | Land                | Öffnungsjahr     |
| ----------------------------------------------- | ------------------------------ | ---------------------------------- | ------------------- | ---------------- |
| Indiana Jones et le Temple du Péril             | Multi Inversion Coaster        | Disneyland Paris – Disneyland Park | Frankreich          | 1993             |
| Cop Car Chase Lethal Weapon Pursuit (1996–2004) | Multi Inversion Coaster        | Movie Park Germany                 | Deutschland         | 1996–2006        |
| Monte Makaya                                    | Looping Coaster (Monte Makaya) | Terra Encantada                    | Brasilien           | 1998–2010        |
| Incredicoaster                                  | Multi Inversion Coaster        | Disney’s California Adventure Park | Vereinigte Staaten  | 2001             |
| Colossus                                        | 10 Inversion Coaster           | Thorpe Park                        | England             | 2002             |
| Avalancha                                       | Looping Coaster (Monte Makaya) | Xetulul                            | Guatemala           | 2002             |
| Supersonic Odyssey                              | Looping Coaster                | Berjaya Times Square Theme Park    | Malaysia            | 2003             |
| Raging Spirits                                  | Looping Coaster                | Tokyo DisneySea                    | Japan               | 2005             |
| Flight of the Phoenix                           | Looping Coaster (Monte Makaya) | Harborland                         | Volksrepublik China | 2006–2019        |
| 10 Inversion Roller Coaster                     | 10 Inversion Coaster           | Chimelong Paradise                 | Volksrepublik China | 2006             |
| Fahrenheit                                      | Vertical Lift Looping Coaster  | Hersheypark                        | Vereinigte Staaten  | 2008             |
| Unbekannt                                       | Multi Inversion Coaster        | Hopi Hari                          | Brasilien           | 2012 eingelagert |
| Altair                                          | 10 Inversion Coaster           | Cinecittà World                    | Italien             | 2014             |
| Crazy Coaster                                   | Multi Inversion Coaster        | Loca Joy Holiday Theme Park        | Volksrepublik China | 2013             |
| Euro Express                                    | Multi Inversion Coaster        | Romon U-Park                       | Volksrepublik China | 2015             |
| Lightspeed                                      | Multi Inversion Coaster        | Wonderland Eurasia                 | Volksrepublik China | 2019–2019        |
| Velikolukskiy Myasokombinat-2                   | Multi Inversion Coaster        | Wonder Island                      | Russland            | 2017             |
| Barracuda                                       | Multi Inversion Coaster        | Fuli Ocean Happy World             | Volksrepublik China | 2021             |
| Sik                                             | Multi Inversion Coaster        | Flamingo Land                      | England             | 2021             |

### Mega Coaster
| Name                       | Modell       | Park                   | Land                | Öffnungsjahr |
| -------------------------- | ------------ | ---------------------- | ------------------- | ------------ |
| Coaster Through the Clouds | Mega Coaster | Nanchang Sunac Land    | Volksrepublik China | 2016         |
| Ride of Steel              | Mega Coaster | Darien Lake            | Vereinigte Staaten  | 1999         |
| Superman the Ride          | Mega Coaster | Six Flags New England  | Vereinigte Staaten  | 2000         |
| Superman – Ride of Steel   | Mega Coaster | Six Flags America      | Vereinigte Staaten  | 2000         |
| Expedition GeForce         | Mega Coaster | Plopsaland Deutschland | Deutschland         | 2001         |
| Goliath                    | Mega Coaster | Walibi Holland         | Niederlande         | 2002         |
| Hyperion                   | Mega Coaster | Energylandia           | Polen               | 2018         |
| Thunder Dolphin            | Mega Coaster | Tokyo Dome City        | Japan               | 2003         |
| Kondaa                     | Mega Coaster | Walibi Belgium         | Belgien             | 2021         |

### Mega-Lite Coaster
| Name                   | Modell    | Park                     | Land                | Öffnungsjahr |
| ---------------------- | --------- | ------------------------ | ------------------- | ------------ |
| Fly Over Mediterranean | Mega-Lite | Happy Valley (Chengdu)   | Volksrepublik China | 2009         |
| Kawasemi               | Mega-Lite | Tobu Zoo Park            | Japan               | 2008         |
| Light Speed            | Mega-Lite | Visionland               | Japan               | 2017         |
| Mega-Lite              | Mega-Lite | Happy Valley (Songjiang) | Volksrepublik China | 2009         |
| Piraten                | Mega-Lite | Djurs Sommerland         | Dänemark            | 2008         |

### Space Diver
| Name              | Modell      | Park                                                                    | Land               | Öffnungsjahr                  |
| ----------------- | ----------- | ----------------------------------------------------------------------- | ------------------ | ----------------------------- |
| Flashback Z-Force | Space Diver | Six Flags Magic Mountain Six Flags Over Georgia Six Flags Great America | Vereinigte Staaten | 1992–2003 1988–1990 1985–1987 |

### Spinning Coaster
| Name          | Modell                  | Park                      | Land                | Öffnungsjahr  |
| ------------- | ----------------------- | ------------------------- | ------------------- | ------------- |
| Tornado       | Spinning Coaster        | Bakken                    | Dänemark            | 2009          |
| Comet Express | Twist and Turn Coaster  | Lotte World               | Südkorea            | 1995          |
| Sahara Twist  | Twist and Turn Coaster  | Leofoo Village Theme Park | Taiwan              | 2002          |
| Vurang        | Twist and Turn Coaster  | Hopi Hari                 | Brasilien           | 1999          |
| Objectif Mars | Family Spinning Coaster | Futuroscope               | Frankreich          | 2020          |
| Twister       | Spinning Coaster        | Fuli Ocean Happy World    | Volksrepublik China | 2021          |
| Unbekannt     | Spinning Coaster        | Qetaifin Island North     | Katar               | 2021 (im Bau) |
| Shredder      | Spinning Coaster        | Nickolodeon Universe      | Volksrepublik China | 2022 (im Bau) |

### Spiral Coaster
| Name                           | Modell         | Park                             | Land            | Öffnungsjahr        |
| ------------------------------ | -------------- | -------------------------------- | --------------- | ------------------- |
| Spiral Coaster Sky Plaza Comet | Spiral Coaster | Al-Sha'ab Leisure Park Sky Plaza | Kuwait Südkorea | 2000–2005 1996–1999 |

### Stand-Up Coaster
| Name                        | Modell           | Park                                                                                          | Land               | Öffnungsjahr                               |
| --------------------------- | ---------------- | --------------------------------------------------------------------------------------------- | ------------------ | ------------------------------------------ |
| Batman The Escape Shockwave | Stand-Up Coaster | Six Flags Darien Lake Six Flags AstroWorld Six Flags Great Adventure Six Flags Magic Mountain | Vereinigte Staaten | nie eröffnet 1993–2005 1990–1992 1986–1988 |
| Cobra Stand Up              | Stand-Up Coaster | La Ronde Skara Sommarland                                                                     | Kanada Schweden    | 1995–2016 1988–1994                        |
| Shockwave                   | Stand-Up Coaster | Drayton Manor Park                                                                            | England            | 1994                                       |

### Suspended Coaster
| Name               | Modell                    | Park                                                      | Land                         | Öffnungsjahr             |
| ------------------ | ------------------------- | --------------------------------------------------------- | ---------------------------- | ------------------------ |
| Tornado            | Suspended Looping Coaster | Särkänniemi                                               | Finnland                     | 2001                     |
| Tornado            | Suspended Looping Coaster | Parque de Atracciones de Madrid                           | Spanien                      | 1999                     |
| DrageKongen        | Suspended Family Coaster  | Djurs Sommerland                                          | Dänemark                     | 2017                     |
| Fast and Furry-ous | Suspended Family Coaster  | Warner Bros. World Abu Dhabi                              | Vereinigte Arabische Emirate | 2018                     |
| Highway Boats      | Suspended Coaster         | Sun World Danang Wonders                                  | Vietnam                      | 2019                     |
| Dueling Dragons    | Suspended Launch Coaster  | Guangzhou Sunac Land                                      | Volksrepublik China          | 2019                     |
| Euro-Star          | Inverted Coaster          | Anapa Park Jungle Gorky Park Familie Bruch (Schausteller) | Russland Deutschland         | 2019 2008–2011 1995–2008 |

### Swiss Bob
| Name                                            | Park                                                           | Land               | Variant          | Eröffnung         | Schließung        |
| ----------------------------------------------- | -------------------------------------------------------------- | ------------------ | ---------------- | ----------------- | ----------------- |
| Alpine Bobsled Rolling Thunder Sarajevo Bobsled | Great Escape Six Flags Great America Six Flags Great Adventure | Vereinigte Staaten | Sarajevo Bobsled | 1998 1989 1984    | 1995 1988         |
| Bobbaan                                         | Efteling                                                       | Niederlande        | Custom           | 1985              | 2019              |
| Disaster Transport                              | Cedar Point                                                    | Vereinigte Staaten | Custom           | 1985              | 2012              |
| La Vibora Sarajevo Bobsleds                     | Six Flags Over Texas Six Flags Magic Mountain                  | Vereinigte Staaten | Sarajevo Bobsled | 1986 1984         | 2024 1985         |
| Screamin’ Delta Demon                           | Old Indiana Fun-n-Water Park Opryland USA                      | Vereinigte Staaten | Sarajevo Bobsled | nie eröffnet 1984 | nie eröffnet 1997 |

### Ultra Surf
| Name           | Park                   | Land               | Öffnungsjahr  |
| -------------- | ---------------------- | ------------------ | ------------- |
| Georgia Surfer | Six Flags Over Georgia | Vereinigte Staaten | 2025 (im Bau) |

### Wasserachterbahn
| Name            | Modell        | Park                       | Land                | Öffnungsjahr |
| --------------- | ------------- | -------------------------- | ------------------- | ------------ |
| Divertical      | Water Coaster | Mirabilandia               | Italien             | 2012         |
| Hydro Racer     | Water Coaster | Xishuangbanna Theme Park   | Volksrepublik China | 2015–2020    |
| Speed           | Water Coaster | Energylandia               | Polen               | 2018         |
| Typhoon Coaster | Water Coaster | Land Of Legends Theme Park | Türkei              | 2016         |

### Wing Coaster
| Name        | Modell       | Park                    | Land                         | Öffnungsjahr |
| ----------- | ------------ | ----------------------- | ---------------------------- | ------------ |
| Flying Aces | Wing Coaster | Ferrari World Abu Dhabi | Vereinigte Arabische Emirate | 2016         |
| Sky Rush    | Wing Coaster | Hersheypark             | Vereinigte Staaten           | 2012         |

### Wooden Coaster
| Name                          | Modell                               | Park                      | Land               | Öffnungsjahr |
| ----------------------------- | ------------------------------------ | ------------------------- | ------------------ | ------------ |
| American Eagle                | Wooden Coaster                       | Six Flags Great America   | Vereinigte Staaten | 1981         |
| Pegasus                       | Wooden Coaster                       | Efteling                  | Niederlande        | 1991–2009    |
| Jupiter                       | Wooden Coaster                       | Kijima Kogen              | Japan              | 1992         |
| White Cyclone                 | Wooden Coaster                       | Nagashima Spa Land        | Japan              | 1994–2018    |
| Aska                          | Wooden Coaster                       | Nara Dreamland            | Japan              | 1998–2006    |
| Regina II                     | Wooden Coaster                       | Tobu Zoo Park             | Japan              | 2000         |
| Elf                           | Wooden Coaster                       | Hirakata Park             | Japan              | 2001         |
| Colossos – Kampf der Giganten | Wooden Coaster (Prefabricated Track) | Heide-Park Soltau         | Deutschland        | 2001         |
| Balder                        | Wooden Coaster (Prefabricated Track) | Liseberg                  | Schweden           | 2003         |
| El Toro                       | Wooden Coaster (Prefabricated Track) | Six Flags Great Adventure | Vereinigte Staaten | 2006         |
| T Express                     | Wooden Coaster (Prefabricated Track) | Everland                  | Südkorea           | 2008         |

### Zac Spin
| Name                                  | Modell       | Park                              | Land                      | Öffnungsjahr   |
| ------------------------------------- | ------------ | --------------------------------- | ------------------------- | -------------- |
| Vipère Green Lantern: First Flight    | Zac Spin 32m | La Ronde Six Flags Magic Mountain | Kanada Vereinigte Staaten | 2021 2011–2017 |
| Kirnu                                 | Zac Spin 25m | Linnanmäki                        | Finnland                  | 2007           |
| Inferno                               | Zac Spin 25m | Terra Mítica                      | Spanien                   | 2007           |
| Insane                                | Zac Spin 32m | Gröna Lund                        | Schweden                  | 2009           |
| Inverse Time and Space Roller Coaster | Zac Spin 25m | Silk Road Paradise                | Volksrepublik China       | 2024 (im Bau)  |

## Parkbetriebe
In Deutschland betreibt die INTAMIN Bahntechnik GmbH & Co KG in Dortmund die Kleinbahn und den Sessellift im Westfalenpark. In Essen wird die Grugabahn von der Gesellschaft betrieben.